# Naturita
Naturita – miasto w Stanach Zjednoczonych, w stanie Kolorado, w hrabstwie Montrose.